# Präkonisation
Präkonisation (lat., vgl. praeco, Ableitung von Präkonisieren: „lobpreisen, jemandes Ruhm laut verkünden“ und kirchenlat.: praeconizatio zu praeconizare) ist die feierliche Erklärung des Papstes im Kardinalskollegium, dass ein zum Bischof Vorgeschlagener dieses Amtes würdig sei und als solcher proklamiert werde.

## Verwendung im Kirchenrecht
Die Amtsverleihung ist Konstitutivelement des kanonischen Amtsbegriffs. Die Verleihung des Bischofsamtes erfolgt durch den Papst und wird, wenn sie in feierlicher Weise im Konsistorium (vgl. CIC can. 353) erfolgt,  Präkonisation genannt. Heute wird sie jedoch meist durch Bulle oder Breve vollzogen und später im Konsistorium bekannt gegeben. Sie ist erst vollendet, wenn der Berufene die Bischofsweihe empfangen und das Amt übernommen hat.